# Ana Botella Serrano
Ne doit pas être confondu avec Ana Botella Gómez.
Pour les articles homonymes, voir Ana Botella, Botella et Serrano.
Ana María Botella Serrano, née le 23 juillet 1954 à Madrid, est une femme politique espagnole, membre du Parti populaire (PP). Elle est maire de Madrid de 2011 à 2015. Elle est par ailleurs l'épouse de José María Aznar, président du gouvernement espagnol entre 1996 et 2004.

## Biographie

### Formation et carrière
Diplômée en droit de l'université complutense de Madrid, elle est haute fonctionnaire, membre du corps supérieur des administrateurs civils de l'État. Initialement, elle appartenait au corps des techniciens de l'information et du tourisme, qui a fusionné en 1984 avec le corps des techniciens de l'administration civile de l'État.
Elle a travaillé au sein du ministère de l'Intérieur, au gouvernement civil de La Rioja, à Logroño, au sein de la délégation des Finances de Valladolid, puis du ministère des Finances.

### Adjointe au maire de Madrid
En 2003, elle est élue au conseil municipal de Madrid, sur la liste conduite par le président sortant de la Communauté de Madrid, Alberto Ruiz-Gallardón. Il la nomme deuxième adjointe, conseillère à l'Emploi et aux Services publics. Elle entre, l'année suivante, au comité directeur de la fédération régionale du Parti populaire, présidée par Esperanza Aguirre, comme secrétaire à l'Action sociale.
À la suite des élections municipales de 2007, elle devient conseillère à l'Environnement de la mairie de la capitale espagnole, malgré ses prises de position critiquées sur l'exploitation des ressources naturelles et sur le réchauffement climatique. Un an plus tard, elle est élue au comité exécutif national du PP, puis désignée secrétaire exécutive aux Actions sectorielles du PP régional de Madrid.

### Maire de Madrid
Réélue en 2011, en deuxième position sur la liste d'Alberto Ruiz-Gallardón, elle est confirmée en tant que deuxième adjointe, conseillère à l'Environnement et aux Déplacements. Le 27 décembre 2011, Ana Botella est élue maire de Madrid par 31 voix sur 55, cinq jours après la démission de son prédécesseur, nommé ministre de la Justice. Elle est la première femme à occuper ce poste.
Cette nomination suscite des questionnements quant à sa légitimité, bénéficiant surtout d'un jeu de chaise musicale favorable pour accéder à cette fonction.
En 2015, elle décide de ne pas se représenter et quitte ses fonctions le 13 juin, quand lui succède Manuela Carmena.

#### Condamnation
Elle est condamnée en décembre 2018 pour la vente de logements publics à des prix très inférieurs à ceux du marché, dans des conditions décrites comme irrégulières. Le préjudice pour la mairie de Madrid s’élèverait à 55 millions d'euros.

### Vie privée
Fille d'Ernesto Botella Pradillo et d'Ana María Serrano Sancho-Álvarez, elle épouse, en 1977, José María Aznar, qui sera président du gouvernement espagnol, entre 1996 et2004. Le couple a trois enfants, José María, Ana et Alonso Aznar Botella.
Sa fille, Ana, est mariée depuis 2002 avec l'homme d'affaires et ancien député européen Alejandro Agag. De cette union sont nés quatre enfants.